# なるあすく
なるあすく（1979年9月17日 - ）は、日本の男性漫画家。血液型はA型。既婚。

## 概要
自身の出身地・在住地である武蔵村山市の魅力づくり推進キャラクター「むむちゃん」のデザインも手掛けている。
また、公益社団法人日本漫画家協会やRouteMに所属し、漫画アプリ『GANMA!』での連載も行っている。

## 経歴
5歳頃より武蔵村山市で住み始める。小さい頃から絵を描くことが好きで、小学校高学年ごろに漫画家を志し始め、マンガ執筆用の道具を集め始める。
高校時代にアニメーション研究会という部活で活動していた時期には、顧問の先生の勧めで応募した学生向けの漫画コンテストで受賞を果たしている。
マンガの専門学校を卒業したのち、アンソロジーコミックで商業デビューを果たし、その後もWEB漫画やアンソロジーコミックで連載を行っていたという。
2013年12月よりGANMA!で『武蔵くんと村山さんは付き合ってみた。』の連載を開始し、2018年12月に完結する。
2014年10月よりGANMA!で『ひとコマGANMA!』の連載を開始し、2016年2月に完結する。
2019年5月よりGANMA!で『やすらのキッチン』の連載を開始している。
2020年5月よりGANMA!で『となりの遠距離恋愛』を連載開始し、2021年3月には同作が1巻完結の電子書籍として配信が開始された。
2021年5月18日よりGANMA!で『ベランピング! 〜ベランダでキャンプしてみた〜』の連載を開始。
2022年5月1日にGANMA!との専属作家契約を解除してフリー。GANMA!以外の電子書籍プラットフォームでも作品の配信が行われるようになる。
ドラゴンエイジ編集部の創設していた『Twitter月例賞「#ホメバコ」』2022年7月期で『あくまちゃん』にて金賞を受賞した。

## 書籍化作品
紙書籍
- 『ナン様とレン』（電撃コミックスEX〈アスキー・メディアワークス〉、2012年8月）[19]
- 『じょしよん』（星海社COMICS〈星海社〉、2015年2月）[20]
- 『武蔵くんと村山さんは付き合ってみた。』シリーズ（アース・スターコミックス〈アース・スターエンターテイメント〉、2015年6月 - 2016年10月、全5巻）[21][22]
- 『本が好き子さん』（太田出版、2015年11月）[23][注釈 1]

電子書籍のみ
- 『やすらのキッチン』（GANMA!〈GANMA!〉、2020年4月、全2巻）[24][25]
- 『となりの遠距離恋愛』（GANMA!〈GANMA!〉、2021年3月）[26]
- 『学園LikeLoveLife』（Jコミックテラス、2021年6月、全3巻）[27][28]
- 『まちのゆ』（Jコミックテラス、2021年6月）[29]
- 『なるあすく短編作品集』（Jコミックテラス、2021年7月）[30]
- 『ベランピング! 〜ベランダでキャンプしてみた〜』（GANMA!〈GANMA!〉、2022年2月 - 8月、全2巻）[31][32]